# Polittico dell'Incoronazione della Vergine
Il polittico dell'Incoronazione della Vergine era un polittico composto da cinque pannelli a olio su tavola del Moretto, databile al 1534 circa. L'opera è oggi smembrata ma, fortunatamente, non è andata dispersa: la tavola centrale e il pannello superiore sono conservati nella collocazione d'origine, la collegiata dei Santi Nazaro e Celso a Brescia, mentre gli ultimi tre scomparti sono custoditi nella canonica della medesima chiesa.
Eseguita negli anni della sua maturità artistica, la grande tavola centrale, l'Incoronazione della Vergine con i santi Michele Arcangelo, Giuseppe, Francesco d'Assisi e Nicola di Bari, rappresenta il punto d'arrivo dell'evoluzione stilistica del Moretto in fatto di pale d'altare, diventando la maggiore opera di questo periodo e uno dei massimi capolavori di tutta la sua carriera artistica. Di notevole qualità artistica è anche il pannello con l'Adorazione dei pastori, caratterizzato da una forte naturalezza e umanità dei personaggi e dell'ambientazione.

## Storia
Il primo a descriverla è Giulio Antonio Averoldi nel 1700, secondo il quale il polittico era collocato al primo altare ed era arricchito da una cornice lignea dorata. "Nel vano di sotto v'è dipinta la Natività del Salvatore con figurette in piccolo, ma può dirsi un anello con più gioie preziose attorno, per la squisitezza del dissegno, e per la forza del colorito, [...] assieme con l'Angelo messaggere, e con la Vergine annunziata al di sopra ne' due cerchi, ma tra questi il Padre Eterno, sebbene ottimamente dissegnato, non m'arrischio a stabilirlo dello stesso autore". Lo studioso fornisce anche la prima ed unica descrizione del polittico assemblato: tutta la letteratura artistica successiva lo registra concordemente già smembrato, con la ricollocazione della grande tavola centrale, trasformata in quadrilatera da centinata, al secondo altare. Tra il 1752 e il 1780 avviene la completa ricostruzione della chiesa ed è quindi verosimile che l'opera sia stata manomessa in questo periodo. La situazione attuale rimane invariata: al secondo altare sinistro della chiesa si trova il pannello centrale sormontato dal Padre Eterno, mentre nella canonica sono conservate le altre tre tavole, rimontate entro una nuova cornice.

## Descrizione
La disposizione originale dei pannelli è fornita dall'Averoldi nella sua testimonianza prima riportata: al centro vi era la grande tavola dell'Incoronazione della Vergine con i santi Michele Arcangelo, Giuseppe, Francesco d'Assisi e Nicola di Bari, sormontata dal Padre Eterno e dai due tondi con l'Angelo annunciante e la Vergine annunciata, mentre l'ovale con l'Adorazione dei pastori faceva da predella.
La tavola principale è incentrata sul tema dell'incoronazione di Maria, che sta avvenendo nel livello superiore della scena su un manto di nubi circondato da una moltitudine di angeli. La Vergine, inginocchiata, sta per ricevere sul capo una corona da Gesù, mentre la colomba dello Spirito Santo le vola immediatamente sopra. La Trinità è idealmente completata dal pannello superiore del polittico, il Padre Eterno, che guarda verso il basso con le braccia aperte. Nel livello inferiore sono in adorazione quattro figure, san Michele Arcangelo, san Giuseppe, san Francesco d'Assisi e san Nicola di Bari, da sinistra a destra.
I due tondi che compongono l'Annunciazione raffigurano i due personaggi immersi in singolari nubi azzurre, mentre l'Adorazione dei pastori si svolge in contesto architettonico rurale, con un profondo sfondato prospettico verso un paesaggio montuoso all'estrema sinistra.

## Stile

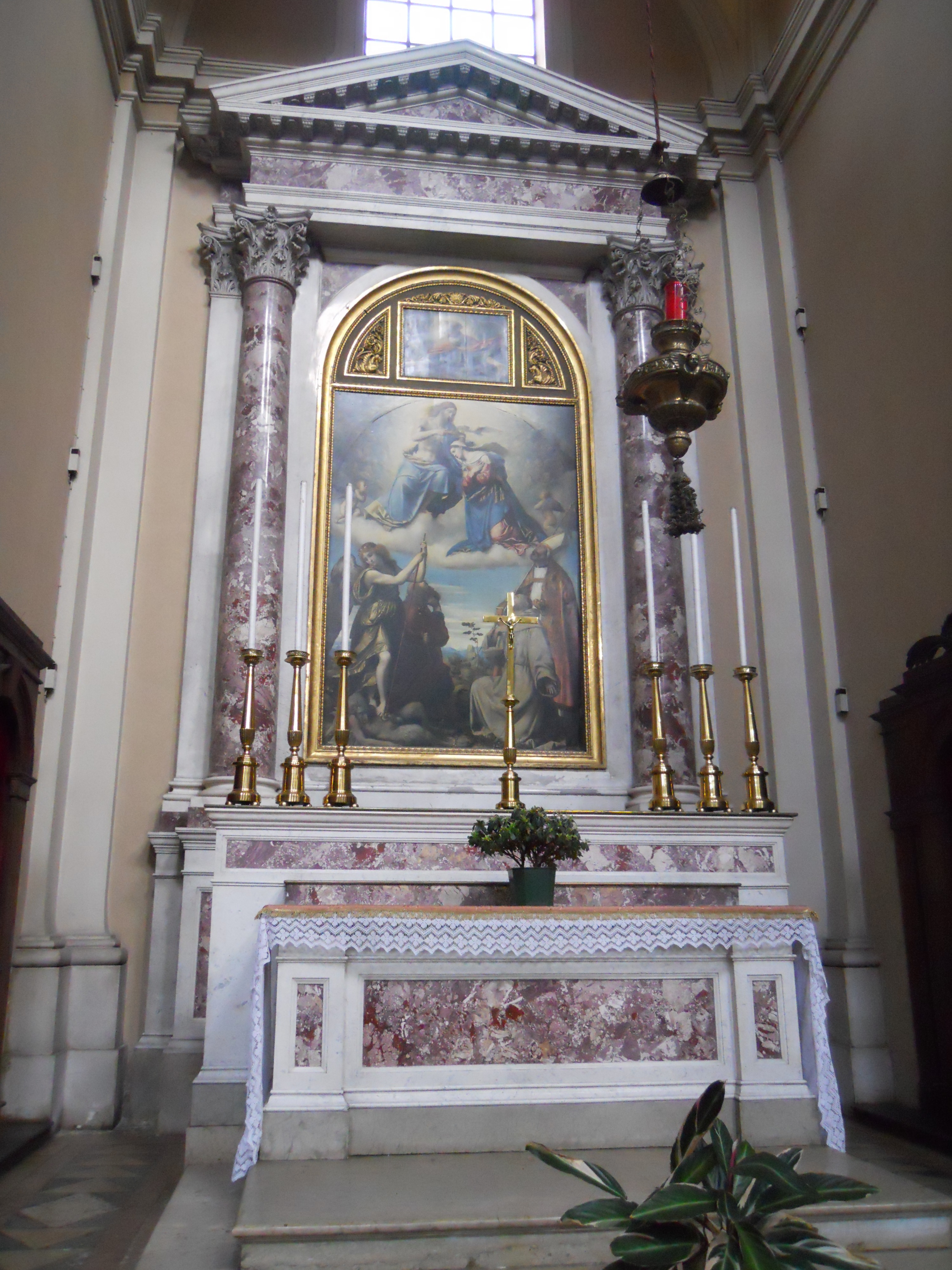
L'altare nella collegiata dei Santi Nazaro e Celso a Brescia dove è custodita l'opera

Non sono noti documenti d'archivio utili a precisare la committenza e la data d'esecuzione dell'opera. Alessandro Fè d'Ostiani, che descrive la tavola centrale nel 1895, dice che la commissione risale ad "una famiglia Soncini allora patrona della cappella", senza tuttavia fornire alcuna documentazione. Notevole, inoltre, come il d'Ostiani abbia già perduto la nozione che la tavola legasse in origine con i tre pannelli finiti nella casa canonica, che infatti tratta a parte. La maggior parte della critica storica e della prima metà del Novecento, comunque, tratta della tela e dei pannelli annessi soprattutto per tentare di stabilirne la data di esecuzione e il nome del committente, non soffermandosi troppo sull'analisi critica del dipinto, se non lodandone il grande pregio artistico come Pietro Da Ponte nel 1898, che lo definisce "una delle opere più studiate e preziose del grande maestro". Il 1534 come data di esecuzione viene fissato per la prima volta da Ugo Fleres nel 1899, in seguito accettato dalla critica sino alla riconferma da parte di Camillo Boselli nel 1954, che assume inoltre per vera la notizia data dal d'Ostiani sulla commissione, ritenendo comunque perduta la documentazione al riguardo.
Il primo a commentare ampiamente la tavola centrale, l'Incoronazione della Vergine con i santi Michele Arcangelo, Giuseppe, Francesco d'Assisi e Nicola di Bari, è ancora Camillo Boselli nel 1954, che la considera il punto d'arrivo di tutta l'evoluzione stilistica del Moretto in fatto di pale d'altare. Il dipinto, secondo lo studioso, rappresenta l'esito conclusivo di un percorso cominciato con la Pala di Sant'Eufemia, sviluppato con il Polittico dell'Assunta e con la Madonna col Bambino in gloria con i santi Martino e Caterina e qui concluso. Anzi, è proprio quest'ultima opera il vero preludio alla tela di San Nazaro, dove il Moretto mostra di saper comporre la scena senza sottoporsi a vincoli preordinati. Il critico fa poi notare quanto sia poco incidente, nel Moretto, l'assunzione di schemi e figure altrui, che restano sempre prestiti attinenti all'impaginazione dell'opera, mai alla sua poetica, facendo riferimento, in particolare, alla Pala Gozzi di Tiziano conservata nella Pinacoteca civica Francesco Podesti di Ancona, che sarebbe il modello per l'impianto della tela del Moretto. Un'attenta analisi dello schema geometrico della pala è condotto invece da Valerio Guazzoni nel 1981, che ne loda le moltissime sfumature e complessità.
Per quanto riguarda gli altri pannelli del polittico, va osservato che appaiono ingiustificate le riserve dell'Averoldi sull'autografia del Padre Eterno, attribuito fermamente al Moretto da tutta la letteratura artistica successiva. L'opera si qualifica come un brano di alta intensità nel violento irrompere e diffondersi della luce, al punto che "non è in nessun modo possibile pensare ad un frammento recuperato altrove e qui cresciuto in organismo estraneo. [...] L'innesto della figura del Padre Eterno in alto è di evidente necessità per avere rappresentata la Trinità al completo come, senza alcun dubbio, qui richiede l'iconografia, essendovi già nella parte centrale la presenza della figura del Cristo e del simbolo dello Spirito Santo". Di conseguenza, sarebbe inverosimile che il Moretto non abbia provveduto di sua stessa mano a completare il gruppo e, di conseguenza, che il Padre Eterno sia un'aggiunta successiva. Gli ultimi tre pannelli presentano invece forti differenze stilistiche: i due tondi dell'Annunciazione appaiono molto chiusi e calibrati e la giustificazione è da ricercare nell'inevitabile richiamo al Polittico Averoldi di Tiziano, conservato nella medesima chiesa all'altare maggiore, che presenta un'analoga soluzione, cioè due pannelli contrapposti raffiguranti l'Angelo annunziante e la Vergine annunciata. L'Adorazione dei pastori appare invece come "un brano corsivo, di cordiale, commossa esecuzione". Osservano Gaetano Panazza e Camillo Boselli nel 1946: "Ritorna qui quel suo dipingere alla buona con figure tratte dal popolino, le cui rozze vesti egli rende con pennellate larghe e succose. Ogni apparato, ogni sovrastruttura culturale è caduta ed egli campisce la scena entro una stalla aperta su un paesaggio [...]. Ridotto il fatto ad una scenetta del genere, ad un fatterello di cronaca spicciola, il Moretto è nelle migliori condizioni per darci un capolavoro, ed effettivamente questo ovale è un piccolo capolavoro d'una modernità che attrae". In un successivo intervento, Camillo Boselli approfondisce ulteriormente la lettura del piccolo dipinto, evidenziando "quel naturalismo così tipico che sta all'origine della poesia del Moretto, naturalismo che si tramuta in umanità".

## Altre immagini

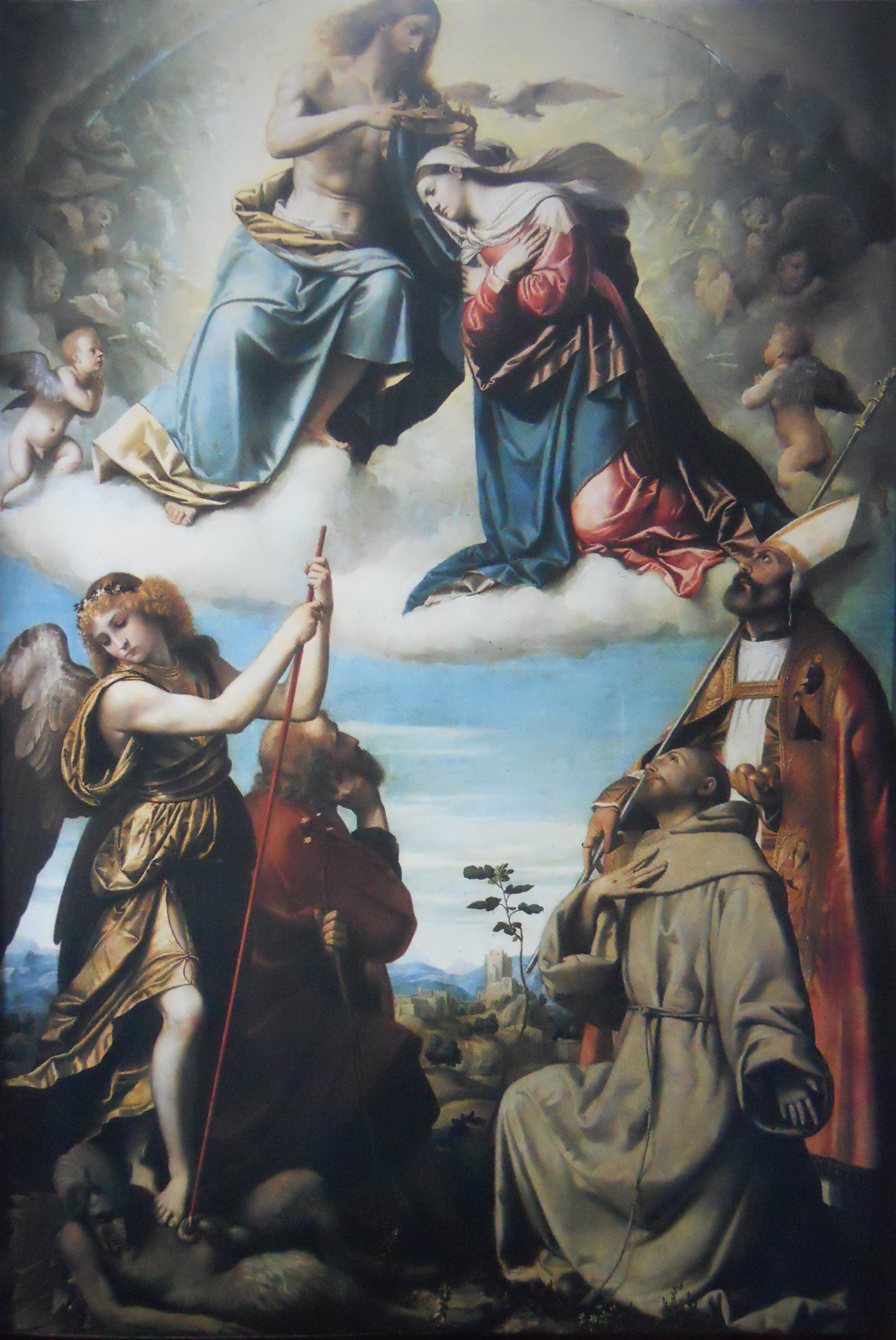
L'Incoronazione della Vergine con i santi Michele Arcangelo, Giuseppe, Francesco e Nicola di Bari
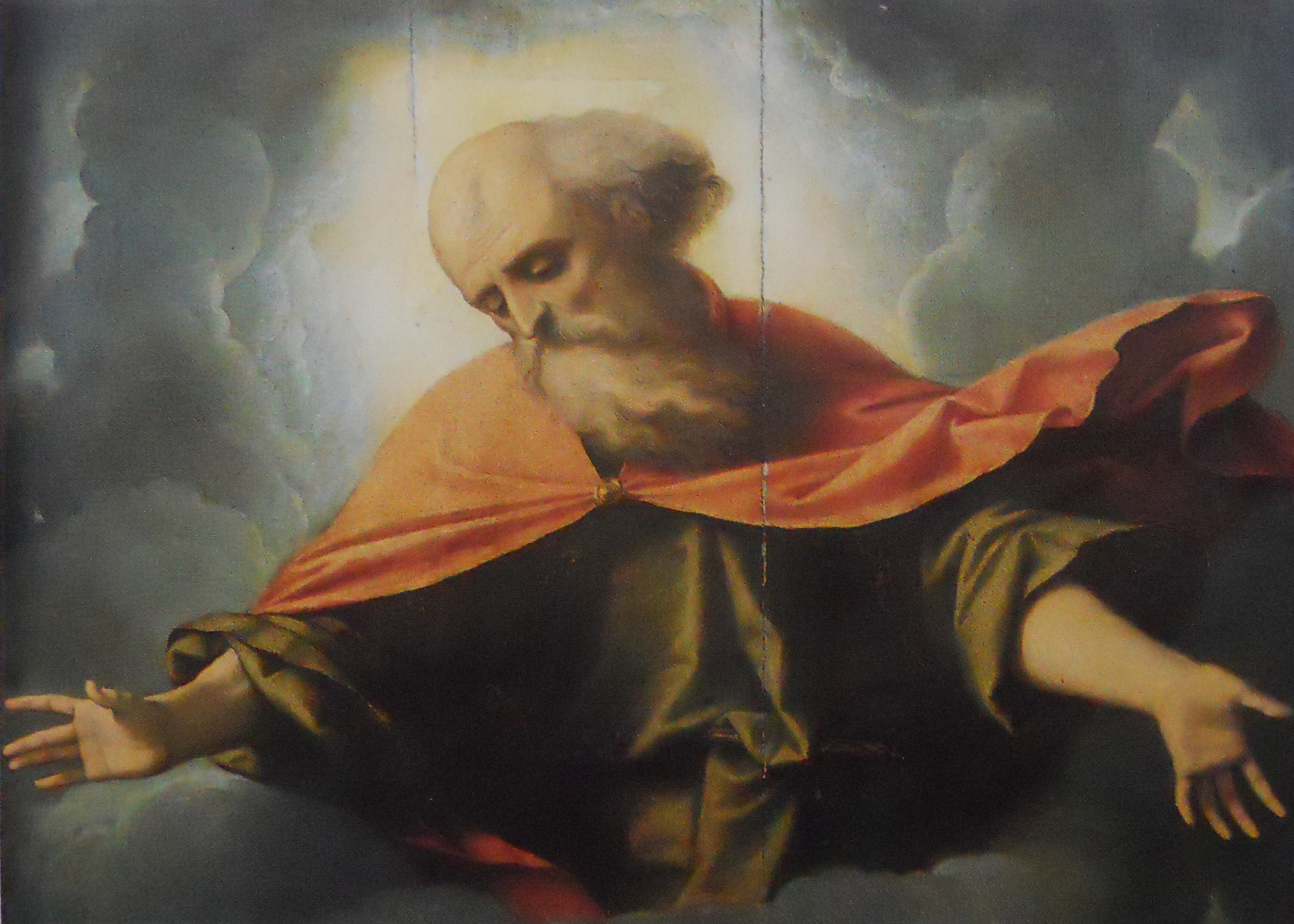
Il Padre Eterno
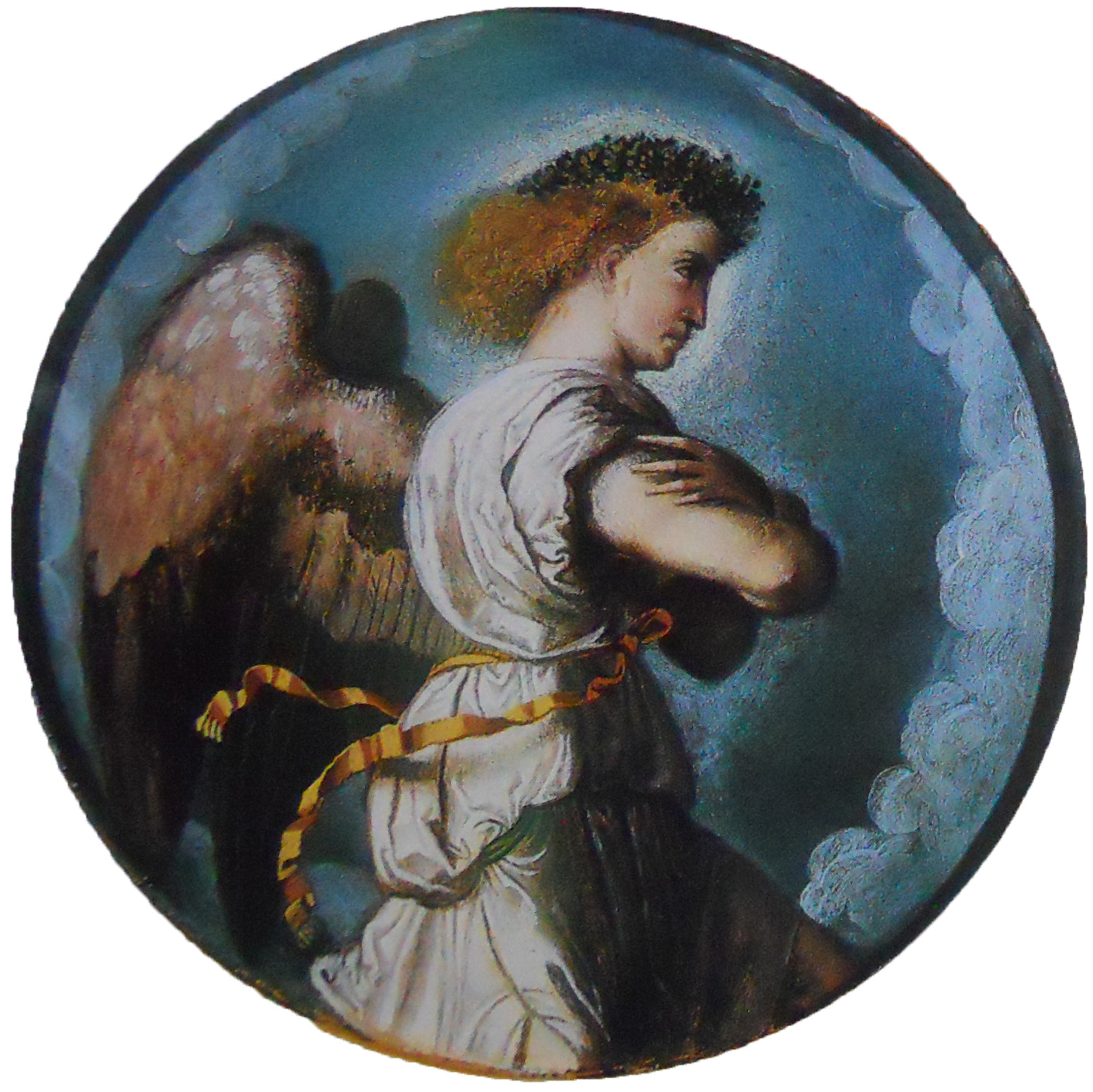
L'Angelo annunciante
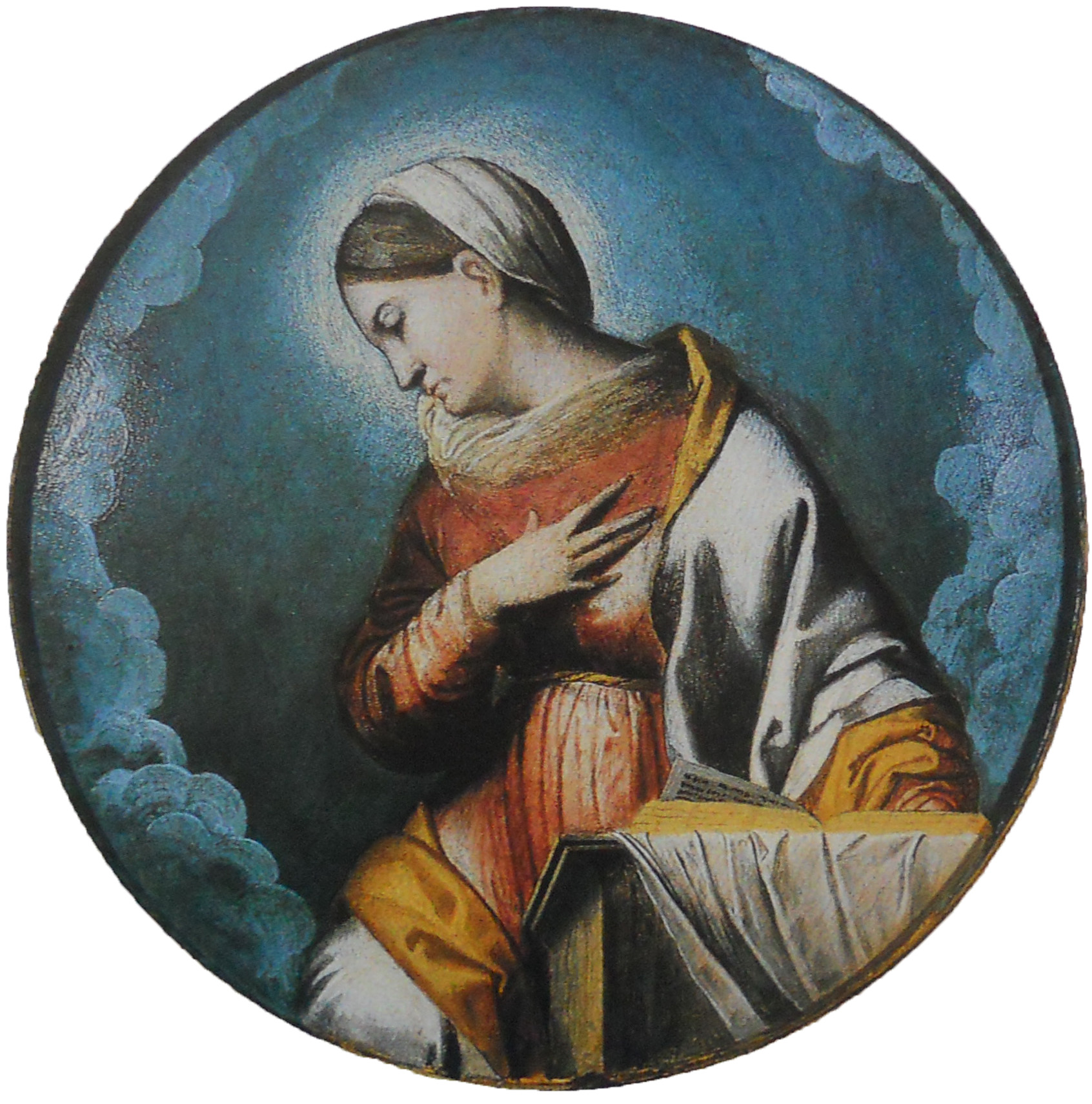
La Vergine annunciata
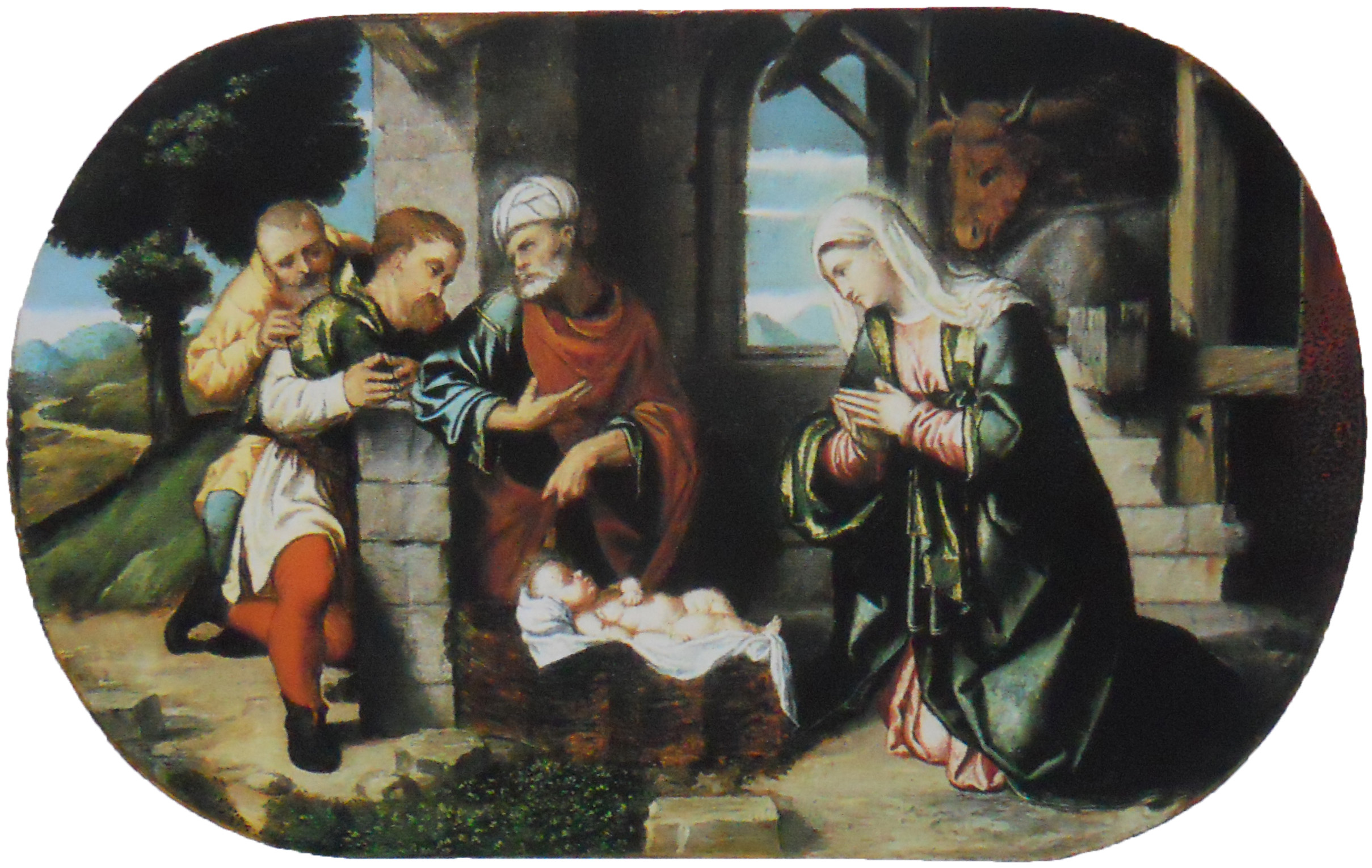
L'Adorazione dei pastori